# Papieska Akademia Języka Łacińskiego
Papieska Akademia Języka Łacińskiego (łac. Pontificia Academia Latinitatis) – powołana 10 listopada 2012 roku na mocy motu proprio Benedykta XVI Latina lingua („Język łaciński”) w celu pielęgnowania, propagowania i regulowania użycia języka łacińskiego. Zastąpiła utworzoną 30 czerwca 1976 roku przez papieża Pawła VI Fundację Latinitas (łac. Opus Fundatum Latinitas).
Zakładając Akademię Benedykt XVI podkreślił rolę jaką Kościół odgrywał w poznawaniu i propagowaniu języka łacińskiego, którego znajomość jest nadal nieodzowna w badaniach naukowych. W tym języku są redagowane księgi liturgiczne rytu rzymskiego, najważniejsze dokumenty Stolicy Apostolskiej i oficjalne akty biskupa Rzymu.
Jednak w dzisiejszej kulturze niebezpieczeństwo coraz bardziej powierzchownej znajomości łaciny można zauważyć w kontekście powszechnego osłabienia studiów humanistycznych. (...) We współczesnym świecie, w którym nauka i technika odgrywają tak ważną rolę, odrodziło się zainteresowanie łacińską kulturą i językiem; nie tylko na tych kontynentach, na których kultura ta jest zakorzeniona w dziedzictwie grecko-rzymskim. Ta uwaga wydaje się tym bardziej znacząca, ponieważ dotyczy nie tylko sektorów akademickich i instytucjonalnych, ale również młodych ludzi i naukowców z bardzo różnych narodów i tradycji.
Statut Akademii wymienia cele, metody i szczegółowe normy dotyczące działalności tej instytucji. Zwraca uwagę między innymi na konieczność wykorzystania współczesnych środków masowego przekazu do propagowania języka łacińskiego. Akademia podporządkowana została Papieskiej Radzie do Spraw Kultury.
Siedzibą Akademii jest Watykan. Pierwszym przewodniczącym Benedykt XVI mianował w 2012 roku prof. Ivano Dionigi. Funkcję sekretarza objął Roberto Spataro SDB. W skład Akademii weszli: Giuseppe Caruso, Paolo D’Alessandro, Mario De Nonno, Carla Lo Cicero, Bruno Luiselli, Elena Malaspina, Antonio Manfredi, Orazio Antonio Bologna (członek wykluczony od 2023), Paolo Marpicati, Luigi Miraglia, Marco Navoni, Sergio Pagano, Anna Pasquazi, Ambrogio M. Piazzoni, Bruna Pieri, Mauro Pisini, Emanuela Prinzivalli, Antonio Salvi i Manlio Sodi.
Pod nadzorem Akademii tworzony jest Parvum verborum novatorum léxicum („Mały leksykon nowych słów”). Zatwierdzane są w nim neologizmy, które można używać w języku oficjalnym Państwa Watykańskiego i Kościoła. Akademia wydaje przegląd swoich prac w periodyku „Latinitas”. W latach 2013–2014 ukazało się pięć jego numerów.

## Członkowie
- Felix Maria Arocena Solano
- Rémi Brague
- Giuseppe Caruso, OSA
- Paolo D’Alessandro
- Mario De Nonno
- Ivano Dionigi
- Mirella Ferrari
- Robert Gooding
- Philip Hardie
- William Klingshirn
- Peter Kruschwitz
- Michel Willy Libambu
- Carla Lo Cicero
- Ambrogio M. Piazzoni
- Ermanno Malaspina
- Antonio Manfredi
- Paolo Marpicati
- Marcos Martinho Dos Santos
- Paul Mattei
- Luigi Miraglia
- Marco Navoni
- Stefen Oakley
- Sergio Pagano
- Anna Pasquazi
- Bruna Pieri
- Mauro Pisini
- Emanuela Prinzivalli
- Antonio Salvi, O.F.M. CAP.
- Manlio Sodi, SDB
- Roberto Spataro, SDB